# Begraafplaats van Ronse
De Begraafplaats van Ronse is een gemeentelijke begraafplaats in de Belgische stad Ronse. De begraafplaats ligt langs de Engelsenlaan op 1.100 m ten zuidwesten van de Grote Markt. In de zuidoostelijke hoek (met toegang langs de Leuzesesteenweg) ligt in een perk het lichaam van een onbekende Belgische soldaat geflankeerd door een Belgische vlag. In dezelfde site liggen ook enkele graven van oud-strijders uit de beide wereldoorlogen.

## Britse oorlogsgraven
Eveneens in het zuidoostelijk deel van de begraafplaats liggen de graven van 2 Britse gesneuvelden uit de Eerste Wereldoorlog. Voor een van hen werd een Special Memorial opgericht omdat zijn graf niet meer gelokaliseerd kon worden.
Er liggen ook 18 Britse gesneuvelden uit de Tweede Wereldoorlog (waaronder 1 niet geïdentificeerde).